# شيلو
شيلو (الاسم العلمي Chilo)، جنس حشرات عثية من فصيلة عثث العشب. وتعرف أيضًا باسم الثاقبة. أنواعه عديدة جميعها صغيرة القد. يرقاتها نهمة تعيش على جذور وسوق النباتات أخصها المنقعية والمائية.

## روابط خارجية
- Savela، Markku. "Chilo Zincken, 1817". Lepidoptera and Some Other Life Forms. مؤرشف من الأصل في 2018-07-24. اطلع عليه بتاريخ 2017-12-08.
- Chilo at Fauna Europaea نسخة محفوظة 22 يونيو 2011 على موقع واي باك مشين.